# جون ووكر (سياسي كندي)
جون ووكر هو سياسي كندي، ولد في 24 يناير 1832 في المملكة المتحدة، وتوفي في 14 أغسطس 1889. حزبياً، نشط في الحزب الليبرالي الكندي. وقد انتخب عضو مجلس العموم الكندي عن دائرة لندن (22 يناير 1874 – 17 سبتمبر 1878).